# Melanchra signata
Melanchra signata là một loài bướm đêm trong họ Noctuidae.